# Merle blanc

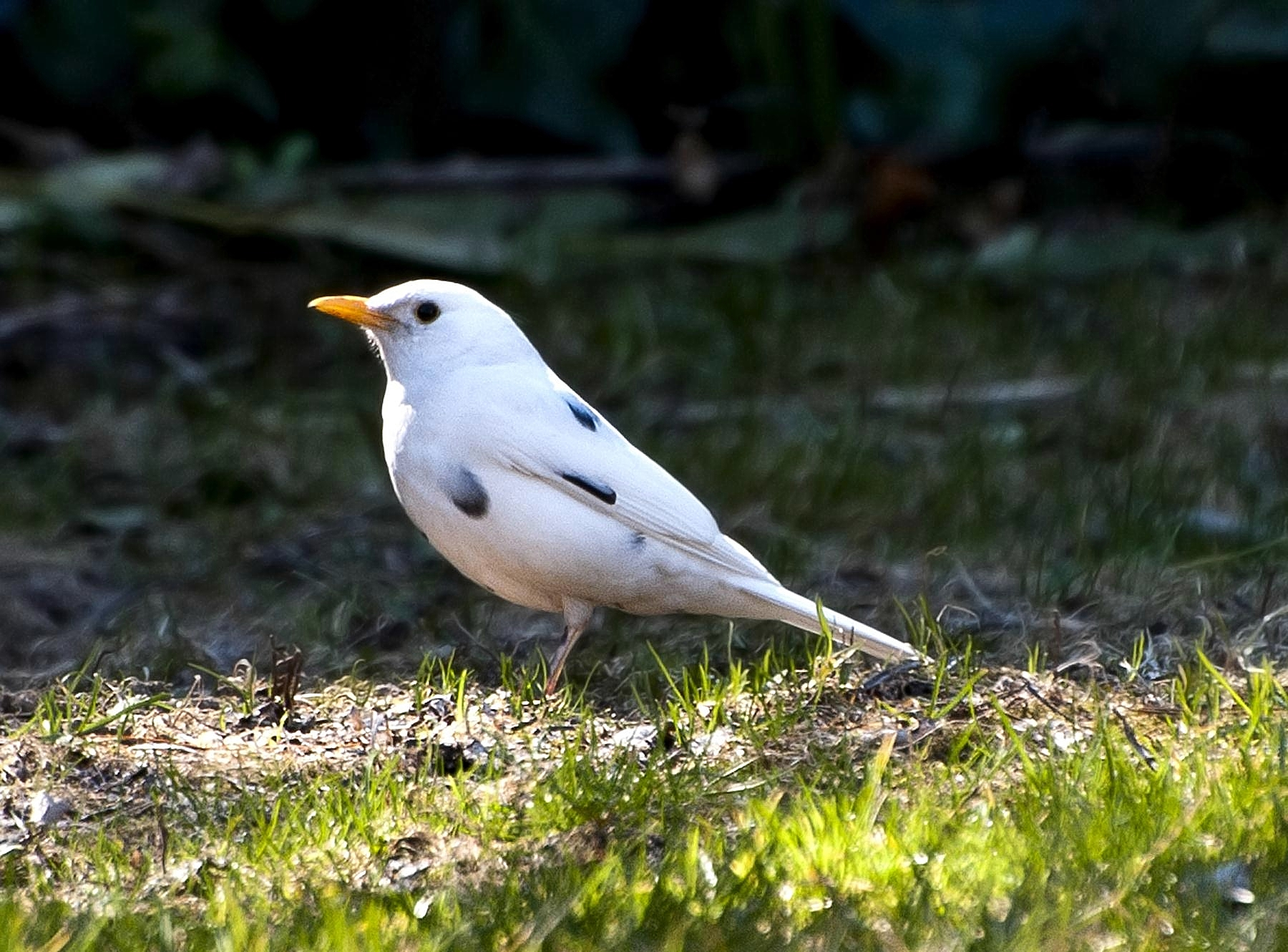
Un merle blanc, ici atteint de leucisme.

Un merle blanc est un merle commun (Turdus merula, le Merle noir) dont tout ou partie du plumage est blanc au lieu de noir (pour le mâle) ou brun sombre (pour la femelle). Il ne faut pas confondre ces oiseaux avec Coracina newtoni, une espèce menacée appelée « tuit-tuit » mais aussi « merle blanc » sur l'île de La Réunion.
Cette anomalie de pigmentation étant peu fréquente, le merle blanc est devenu un symbole de rareté. On la connaît cependant chez plus de 160 autres espèces d'oiseaux (il y a notamment des hirondelles blanches et des corneilles blanches), mais chez qui la dépigmentation est encore plus rare que chez le Merle noir.

## Caractéristiques et causes
Pour un article plus général, voir Merle noir : anomalies du plumage.

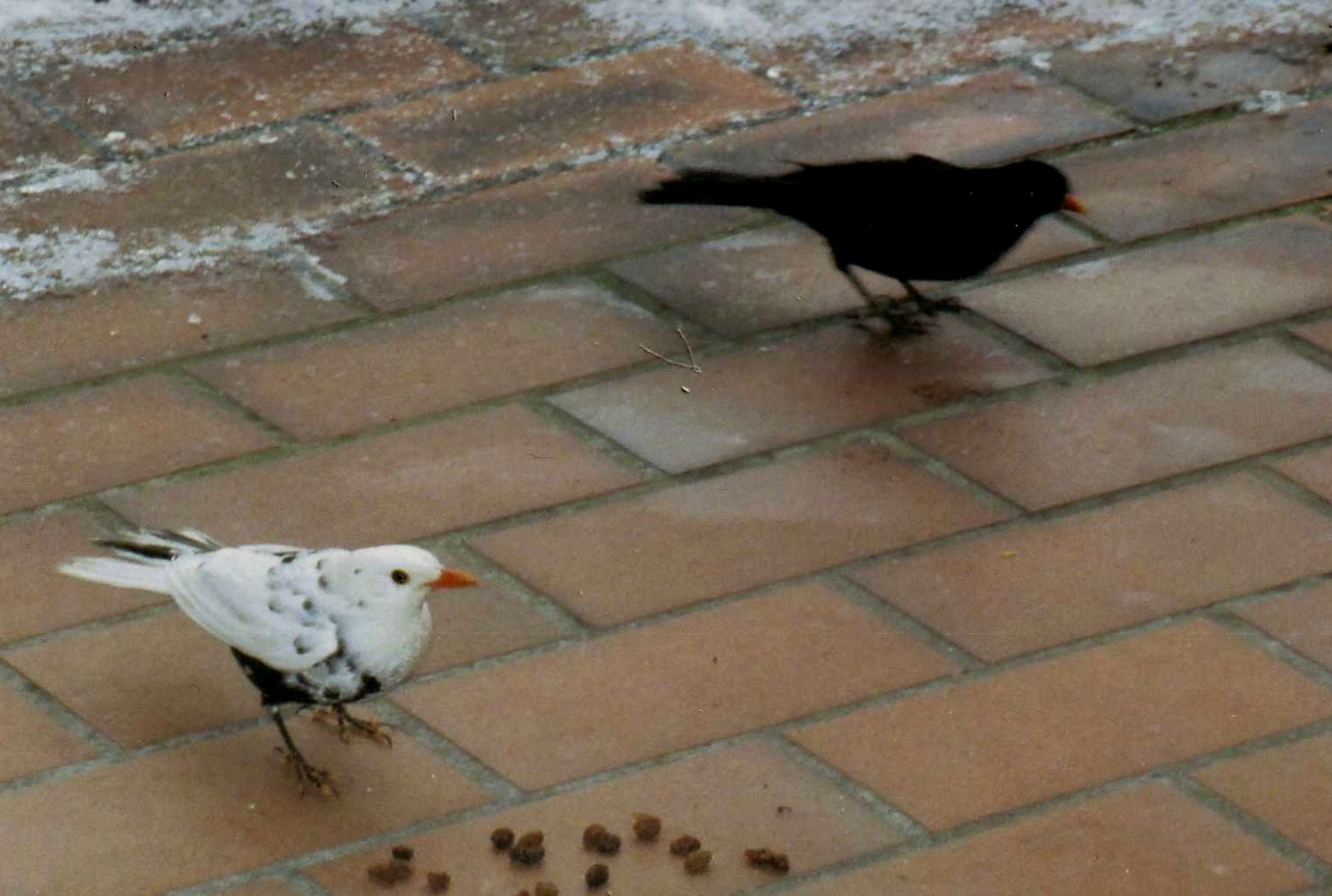
Un merle blanc et noir (leucique) et un merle noir à la pigmentation normale.

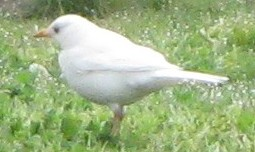
Merle blanc, ici un cas de leucisme (et non d'albinisme, car ses yeux sont noirs).

Il arrive qu'un merle, normalement noir ou brun sombre avec un bec jaune, manifeste une dépigmentation totale ou partielle, qui peut ou non évoluer au cours de la vie de l'animal. Elle est toujours d'origine génétique et implique une anomalie dans la production ou la distribution de la mélanine, mais il en existe trois sortes :
- le cas le plus fréquent (environ 90 %) est celui des merles qui blanchissent avec l'âge. Ces merles naissent de couleur normale mais à l'âge adulte il apparaît une ou quelques plumes blanches, puis de mue en mue les plumes blanches sont de plus en plus nombreuses, jusqu'à ce que le merle devienne entièrement blanc après quelques années. Les yeux des merles blanchis restent noirs ;
- les merles albinos naissent entièrement blancs et le restent toute leur vie, en raison d'une mutation génétique qui les prive de toute mélanine. Leurs yeux sont rouges et leurs pattes rose pâle (ces couleurs sont celles du sang, vu par translucidité), mais leur bec est de couleur normale (jaune) car elle est due à d'autres pigments (des caroténoïdes)[2] ;
- les merles leuciques (ou leucistiques), plus rares encore que les albinos, ont dès leur naissance des zones blanches, limitées (souvent aux extrémités des ailes, aux pattes ou au cou et à la tête et généralement symétriques gauche-droite) ou prédominantes, voire sont entièrement blancs. En revanche les yeux sont noirs. Cette configuration, due à des problèmes de différenciation, de migration ou de dégénérescence des chromatophores et des mélanocytes lors de l'embryogenèse, n'évolue pas au cours de la vie de l'animal.

L'incidence de ces anomalies est mal connue à la naissance, car on connaît surtout les populations de merles adultes et les merles blancs sont plus exposés à l'attaque des prédateurs. De plus, les merles albinos ont une déficience visuelle : beaucoup plus sensibles à la lumière, ils atteignent rarement l'âge adulte, contrairement aux merles leuciques ou bien sûr blanchis.

## Le merle blanc dans la culture

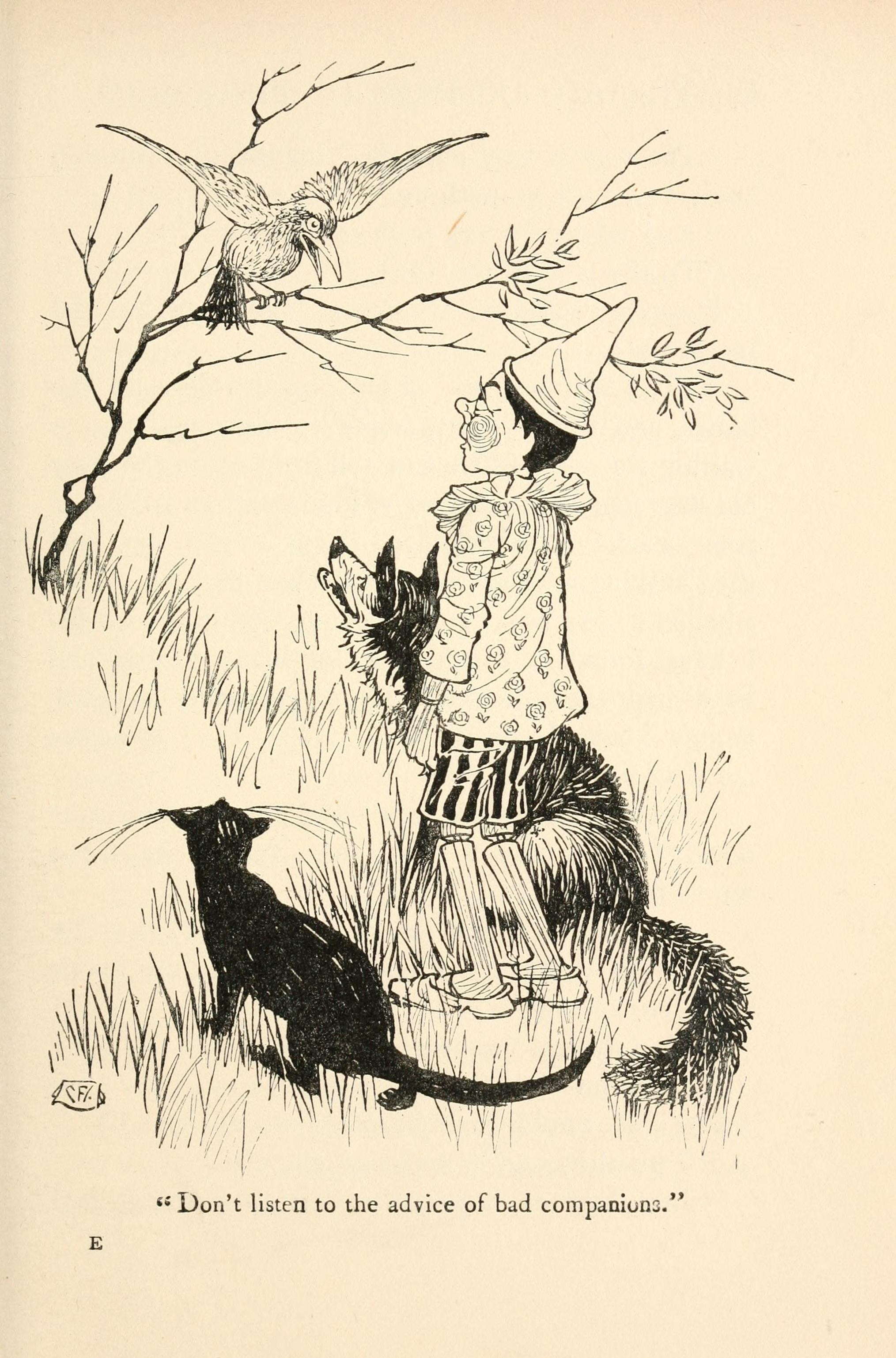
Pinocchio interpellé par le merle blanc

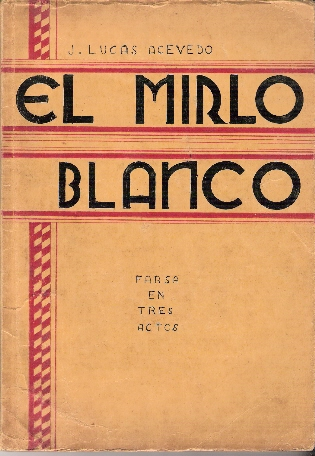
Le merle blanc en espagnol

### Symbolisme
- « Un merle blanc » est, dans le langage familier, une expression désignant une chose exceptionnelle ou rarissime (étonnamment « le loup blanc », à peine moins rare, est lui réputé être « connu », mais en fait également pour l'originalité de sa couleur[3].)
- « C’est le merle blanc. » : se dit par extension de quelqu’un qui possède des qualités très difficiles à réunir.
- Pour défier quelqu’un de faire une chose qu’on regarde comme impossible, on dit quelquefois : « Si vous faites cela, je vous donnerai le merle blanc, un merle blanc. »

Le merle blanc est aussi utilisé pour expliquer la différence entre une croyance et une proposition scientifique : si l'on dit « Dieu existe et il ne se montre pas aux mortels. » c'est une croyance irréfutable, en revanche si l'on dit « tous les merles sont noirs » il s'agit d'une proposition réfutable car il suffit de trouver le fameux merle blanc pour la mettre en doute.
Le nom de « Merle blanc » est aussi choisi comme marque commerciale pour la notion d'exception qu'il véhicule.

### Conte
Le merle blanc est un conte populaire français (conte-type 550). Il a pour protagoniste un oiseau magique, capable de rajeunir autrui à volonté. Un roi vieillissant confie à ses fils la mission de lui amener cet oiseau. Par son pouvoir sur l'écoulement du temps et sa capacité à restaurer le pouvoir de la royauté, le merle blanc rappelle Merlin. Sa blancheur est une marque de sa nature féerique, un motif fréquent dans l'univers celtique.

### En musique
L'écrivaine d'expression française et interprète de chants traditionnels Taos Amrouche est surnommée « le merle blanc de Kabylie ».
Le Merle Blanc, Opus 161, est une polka fantaisie du compositeur Eugène Damaré.

### Divers
- Alfred de Musset a écrit Histoire d'un merle blanc.

- Le Merle blanc est un film français de Jacques Houssin, une comédie sortie en 1944[7].

- « Le merle blanc existe, mais il est si blanc qu'on ne peut le voir, et le merle noir n'est que son ombre. » — Jules Renard

- Vers de Georges Brassens qui évoquent le « merle blanc » comme symbole de rareté en lieu et place de l'expression plus courante « perle rare » :

 "En attendant le baiser qui fera mouche,

 Le baiser qu'on garde pour la bonne bouche,

 En attendant de trouver, parmi tous ces galants,

 Le vrai merle blanc,

 En attendant qu' le p'tit bonheur ne t'apporte

 Celui derrière qui tu condamneras ta porte

 En marquant dessus "Fermé jusqu'à la fin des jours

 Pour cause d'amour" (in Embrasse les tous)
- La Porteuse de pain (de Xavier de Montépin), I/XVIII

«– Tout simplement une bonne porteuse !
– Rien que ça !… fit le Tourangeau en riant. C’est le merle blanc, les  bonnes porteuses… Depuis quinze jours, chez ma patronne, nous en avons changé quatre fois.»
- « Un homme parfaitement bilingue est donc un oiseau très rare, une sorte de merle blanc. » — Julien Green
- Aristote mentionne le merle blanc dans son Histoire des animaux (livre IX) en disant qu'on le trouve exclusivement sur le mont Cyllène en Arcadie [9]